# Kirche Oberburg BE

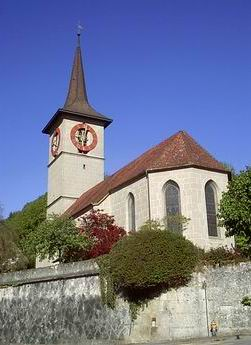
Kirche Oberburg

Kirche und Pfarrhaus, 1826

Die Kirche Oberburg ist ein reformiertes Kirchengebäude in Oberburg im Kanton Bern, Schweiz.
Die aus dem Mittelalter stammende Pfarrkirche Sankt Georg war bis 1401 Pfarrkirche für Oberburg und Burgdorf BE. Ihre heutige Gestalt erhielt die leicht erhöht am Osthang der Rothöchi stehende Kirche beim Neubau, der im Jahr 1497 unter Leonhard Hüpschi begonnen wurde. Die heutige Form des Turmhelms geht auf eine Renovation von 1938 bis 1940 zurück; darunter hängt u. a. eine 1504 datierte Glocke mit Reliefs.
Die Steinkanzel von 1673 besitzt einen Schalldeckel von 1683; der Abendmahlstisch wurde 1675 geschaffen und der Taufstein 1799. An der Südwand befindet sich ein 1517 datiertes und mit dem Monogramm „E“ signiertes Fresko mit einer Darstellung der Heiligen Sippe. Zwei Chorfenster von 1878 und 1905 stammen von Karl Wehrli und drei Schiffsfenster von Robert Schär (eingesetzt 1949 bis 1960).